# Tetramesa leymi
Tetramesa leymi är en stekelart som beskrevs av Zerova 2004. Tetramesa leymi ingår i släktet Tetramesa och familjen kragglanssteklar. Inga underarter finns listade i Catalogue of Life.